# Mr. Moonlight (песня)
«Mr. Moonlight» (с англ. — «Господин Лунный свет») — песня, написанная американским автором Роем Ли Джонсоном (Roy Lee Johnson); наиболее известна благодаря кавер-версии, записанной группой «Битлз» и вышедшей в 1964 году на альбомах Beatles for Sale и Beatles ’65, а также на мини-альбоме 4-by The Beatles.

## Ранние версии
Первая известная запись этой композиции была выполнена американским пианистом Пиано Рэдом (Piano Red, псевдоним Уильяма Ли Перримена), который записал её со своей группой Dr. Feelgood and the Interns; песня вышла на стороне «Б» довольно приметного ритм-н-блюзового сингла Dr. Feelgood в 1962 году. Композиция получила признание в среде молодых британских любителей ритм-н-блюза.
В 1963 году кавер-версия песни была записана британской группой The Merseybeats.
Молодая британская бит-группа The Hollies записала и выпустила свою версию песни почти одновременно с версией «Битлз».

## Версия «Битлз»
Песня находилась в живом репертуаре группы уже задолго до её записи. Версия «Битлз» характеризуется оригинальной перкуссией в латиноамериканском стиле, богатыми гармоническими подголосками и необычным органным соло.
Запись песни состоялась в два этапа. Первая попытка была сделана 14 августа 1964 года, когда было записано 4 дубля (первый и четвёртый из этих дублей позднее вошли в альбом-сборник Anthology 1). Вторая сессия состоялась 18 октября, когда были записаны ещё 4 дубля, два из которых включали в себя органное соло в исполнении Маккартни — в окончательном варианте использовался именно один из этих дублей.
В записи участвовали:
- Джон Леннон — основной вокал, ритм-гитара
- Пол Маккартни — подголоски, бас-гитара, орган Хаммонда
- Джордж Харрисон — подголоски, соло-гитара, джембе
- Ринго Старр — перкуссия (по некоторым версиям, Старр стучит по деке гитары[2])

Несмотря на то, что кавер-версия «Битлз» стала наиболее известной версией песни, данная композиция среди поклонников группы часто упоминается как «худшая из всех, когда-либо записанных группой».